# Episodi di Archer (terza stagione)
La terza stagione della serie animata Archer, composta da 13 episodi, è andata in onda sul canale televisivo FX, dal 15 settembre 2011 al 22 marzo 2012. 
In Italia la stagione è stata resa interamente disponibile il 15 novembre 2015, dal servizio di video on demand Netflix.
| nº | Codice di produzione | Titolo originale            | Titolo italiano          | Prima TV USA      | Pubblicazione Italia |
| -- | -------------------- | --------------------------- | ------------------------ | ----------------- | -------------------- |
| 1  | XAR03001             | Heart of Archness: Part I   | Cuore di Archer: Parte 1 | 15 settembre 2011 | 15 novembre 2015     |
| 2  | XAR03002             | Heart of Archness: Part II  | Cuore di Archer: Parte 2 | 22 settembre 2011 | 15 novembre 2015     |
| 3  | XAR03003             | Heart of Archness: Part III | Cuore di Archer: Parte 3 | 29 settembre 2011 | 15 novembre 2015     |
| 4  | XAR03005             | The Man from Jupiter        | L'uomo di Jupiter        | 19 gennaio 2012   | 15 novembre 2015     |
| 5  | XAR03006             | El Contador                 | El Contador              | 26 gennaio 2012   | 15 novembre 2015     |
| 6  | XAR03007             | The Limited                 | Assalto al treno         | 2 febbraio 2012   | 15 novembre 2015     |
| 7  | XAR03008             | Drift Problem               | Drifting                 | 9 febbraio 2012   | 15 novembre 2015     |
| 8  | XAR03004             | Lo Scandalo                 | Lo scandalo              | 16 febbraio 2012  | 15 novembre 2015     |
| 9  | XAR03010             | Bloody Ferlin               | Maledetta Ferlin         | 23 febbraio 2012  | 15 novembre 2015     |
| 10 | XAR03009             | Crossing Over               | Diserzione               | 1 marzo 2012      | 15 novembre 2015     |
| 11 | XAR03011             | Skin Game                   | Questione di pelle       | 8 marzo 2012      | 15 novembre 2015     |
| 12 | XAR03012             | Space Race: Part I          | Gara spaziale: Parte 1   | 15 marzo 2012     | 15 novembre 2015     |
| 13 | XAR03013             | Space Race: Part II         | Gara spaziale: Parte 2   | 22 marzo 2012     | 15 novembre 2015     |

## Cuore di Archer: Parte 1
- Titolo originale: Heart of Archness: Part I
- Diretto da: Adam Reed (non accreditato)
- Scritto da: Adam Reed

### Trama
Malory assume un avventuriero di nome Rip Riley per trovare Archer che è scomparso, dopo che la sua promessa sposa, Katya Kasanova, si è sacrificata per salvarlo il giorno delle nozze. Rip lo trova su un'isola tropicale, ma Archer non ha alcuna voglia di tornare all'ISIS.
- Guest star: David Cross (Noah) e Patrick Warburton (Rip Riley).
- Ascolti USA: telespettatori 1.170.000[3].

## Cuore di Archer: Parte 2

Lana e Ray.

- Titolo originale: Heart of Archness: Part II
- Diretto da: Adam Reed (non accreditato)
- Scritto da: Adam Reed

### Trama
Dopo essere stato catturato dai pirati e aver successivamente ucciso il loro capo, Archer viene nominato il nuovo re, venendo aiutato dal suo primo ufficiale Noah, un ragazzo in grado di parlare la lingua dei pirati. Nel frattempo i suoi colleghi dell'ISIS fanno di tutto per rintracciare lui e Rip.
- Guest star: David Cross (Noah) e Patrick Warburton (Rip Riley).
- Ascolti USA: telespettatori 1.104.000[4].

## Cuore di Archer: Parte 3
- Titolo originale: Heart of Archness: Part III
- Diretto da: Adam Reed (non accreditato)
- Scritto da: Adam Reed

### Trama
Archer, Rip, Lana e Ray cercano di fuggire dall'isola, dopo essere stati tutti catturati. Nel frattempo Cyril si rende conto di aver nascosto tutti i soldi dell'agenzia mentre era ubriaco e deve trovare al più presto un sistema per recuperarli.
- Guest star: David Cross (Noah) e Patrick Warburton (Rip Riley).
- Ascolti USA: telespettatori 1.186.000[5].

## L'uomo di Jupiter
- Titolo originale: The Man from Jupiter
- Diretto da: Adam Reed (non accreditato)
- Scritto da: Adam Reed

### Trama
Archer è felice di incontrare il suo idolo di sempre Burt Reynolds, solo per scoprire poi che Burt sta uscendo con sua madre Malory.
- Guest star: Burt Reynolds (se stesso).
- Ascolti USA: telespettatori 1.309.000[6].

## El Contador
- Titolo originale: El Contador
- Diretto da: Adam Reed (non accreditato)
- Scritto da: Tesha Kondrat e Adam Reed

### Trama
Malory promuove Cyril ad agente sul campo e lo manda in missione con Archer e Lana per catturare un signore della droga. Nel mentre, in ufficio, Malory istituisce una rigorosa politica antidroga per i suoi dipendenti, costringendo Pam, Cheryl e Ray a utilizzare una tisana depurativa del dottor Krieger, per poter superare il test.
- Guest star: Joaquim de Almeida (Román Calzado).
- Ascolti USA: telespettatori 1.122.000[7].

## Assalto al treno
- Titolo originale: The Limited
- Diretto da: Adam Reed (non accreditato)
- Scritto da: Adam Reed

### Trama
L'ISIS aiuta la polizia a cavallo canadese, portando con sé un pericoloso terrorista, su un treno ad alta velocità. Il terrorista riesce però a fuggire, dopo che Cyril lo lascia da solo. Gli agenti perciò devono perlustrare tutto il treno per trovarlo, mentre Archer è più interessato alla ricerca di Babou, l'ocelot domestico di Cheryl/Carol.
- Guest star: Mike Smith (mountie), John Paul Tremblay (mountie), Robb Wells (Kenny Bilko) e Dave Fennoy (George).
- Ascolti USA: telespettatori 1.063.000[8].

## Drifting
- Titolo originale: Drift Problem
- Diretto da: Adam Reed (non accreditato)
- Scritto da: Adam Reed

### Trama
Dopo che l'auto spia regalatagli per il suo compleanno gli viene rubata, Archer, per ritrovarla, decide di entrare nel mondo del drifting, dove Pam gareggia, gestito dalla Yakuza.
- Guest star: George Takei (Mr. Moto).
- Ascolti USA: telespettatori 1.222.000[9].

## Lo scandalo
- Titolo originale: Lo Scandalo
- Diretto da: Adam Reed (non accreditato)
- Scritto da: Adam Reed

### Trama
Malory sostiene di essere stato incastrata per l'omicidio del suo amante di lunga data, il primo ministro italiano, e la squadra deve aiutarla velocemente a coprire l'omicidio e a nascondere il cadavere.
- Ascolti USA: telespettatori 1.200.000[10].

## Maledetta Ferlin
- Titolo originale: Bloody Ferlin
- Diretto da: Adam Reed (non accreditato)
- Scritto da: Adam Reed

### Trama
Archer e Lana scoprono che Ray stava fingendo di essere paralizzato e lo sorprendono a rubare armi all'ISIS. Ray spiega loro il motivo e decide di partire insieme ad Archer per aiutare il fratello spacciatore e sua moglie, portando con sé anche Cheryl, perché finga di essere sua moglie.
- Guest star: Paula Malcomson (Janelle), Jack McBrayer (Randy Gillette) e Michael Rooker (sceriffo).
- Ascolti USA: telespettatori 1.267.000[11].

## Diserzione
- Titolo originale: Crossing Over
- Diretto da: Adam Reed (non accreditato)
- Scritto da: Adam Reed

### Trama
Quando Barry diventa il nuovo capo del KGB, Jakov decide di disertare e di fuggire negli Stati Uniti, sotto la protezione dell'ISIS. Nel mentre Archer inizia una relazione con una donna che gli dà "il miglior sesso della sua vita": Pam.
- Ascolti USA: telespettatori 1.068.000[12].

## Questione di pelle
- Titolo originale: Skin Game
- Diretto da: Adam Reed (non accreditato)
- Scritto da: Adam Reed e Chris Provenzano

### Trama
Krieger resuscita Katya, trasformandola in un cyborg, lasciando Archer turbato per la sua doppia natura. Intanto Barry torna per vendicarsi di Archer.
- Guest star: Ona Grauer (Katya Kazanova).
- Ascolti USA: telespettatori 1.038.000[13].

## Gara spaziale: Parte 1
- Titolo originale: Space Race: Part I
- Diretto da: Adam Reed (non accreditato)
- Scritto da: Adam Reed

### Trama
La squadra, priva di una degna preparazione, deve partire di tutta fretta in missione per lo spazio, per fermare un tentativo di ammutinamento nella Stazione spaziale internazionale Horizon.
- Guest star: Bryan Cranston (comandante Tony Drake).
- Ascolti USA: telespettatori 1.157.000[14].

## Gara spaziale: Parte 2
- Titolo originale: Space Race: Part II
- Diretto da: Adam Reed (non accreditato)
- Scritto da: Adam Reed

### Trama
Archer e la squadra devono riuscire a scappare dall'Horizon, dopo aver scoperto chi sono i veri ammutinati e i loschi piani del comandante Drake.
- Guest star: Bryan Cranston (comandante Tony Drake).
- Ascolti USA: telespettatori 1.326.000[15].